# Escàner de llum estructurada

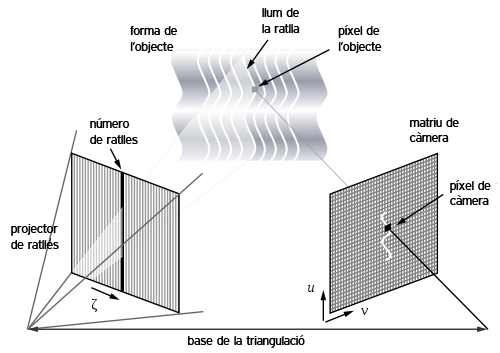
La imatge mostra la deformació d'una sola franja projectada sobre una superfície 3D. La irregularitat de la ratlla permet una recuperació exacta de les coordenades 3D.

L'escàner de llum estructurada és un dispositiu encarregat de capturar la forma i característiques d'un objecte per mitjà de la projecció d'un patró de llum i l'enregistrament en una càmera.

## Introducció
Existeixen molts paràmetres per classificar un escàner 3D, no obstant això, des del nivell superior podem dir que existeixen escàners de contacte i sense contacte. Els primers necessiten forçosament el contacte físic amb l'objecte. En canvi, els segons es basen a capturar la radiació reflectida de l'objecte, sigui de la llum visible o ambient (passius) o de l'emissió d'algun tipus de llum o radiació cap a l'objecte per detectar la reflexió que genera (actius). En aquest últim grup (actius sense contacte) se situen els escàners de llum estructurada.

## Principi

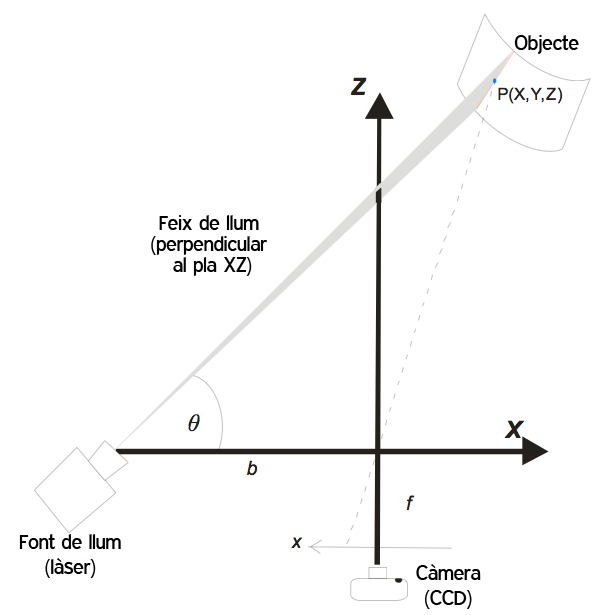
Geometria bàsica d'un escàner 3D per triangulació. Els eixos y, Y són perpendiculars a fulla.

L'escàner 3D consta d'una font de llum (qui projectarà el patró) i una càmera (qui capturarà els punts/línies de les superfícies) separats entre si. Per escanejar l'objecte es defineix un sistema de coordenades esfèriques per determinar cada punt de l'espai tridimensional que s'està mostrejant.
En la seva forma bàsica (single dot o únic punt) es projecta un feix de llum sobre la superfície de l'objecte que genera un punt d'il·luminació en el sensor CCD (càmera) del sistema. Aquesta tècnica però, requereix l'exploració dels dos eixos per separat, amb el consegüent retard. El patró d'il·luminació capturat variarà segons el feix de llum que s'empri: single dot, escletxa, patró de ratlles o reixa.
Per a la majoria de les situacions, un sol escaneig no produirà un model complet de l'objecte. Generalment es requeriran múltiples escanejos, des de diferents direccions, per a obtenir la informació de tots els costats (escombrat de l'objecte).
La tècnica més ràpida i versàtil pel que fa al temps de captura és la projecció de patrons bidimensionals com ara, el patró de ratlles o de reixa. La primera tècnica (i més utilitzada) consisteix en la projecció de multitud de franges correlades o distribuïdes arbitràriament. La segona projecta una reixa de m*n punts que il·lumina part de l'objecte d'una sola vegada. Aquests dos patrons permeten l'adquisició d'un gran nombre de mostres de manera simultània.

## Etapes
A continuació es descriuen les diferents etapes que formen l'adquisició, avaluació i reproducció de l'escàner de llum estructurada.

### Mètodes per generar patrons de ratlles
A causa de la velocitat d'adquisició i la facilitat de modular diferents patrons s'han establert dos mètodes de generació: per interferència làser i per projecció.

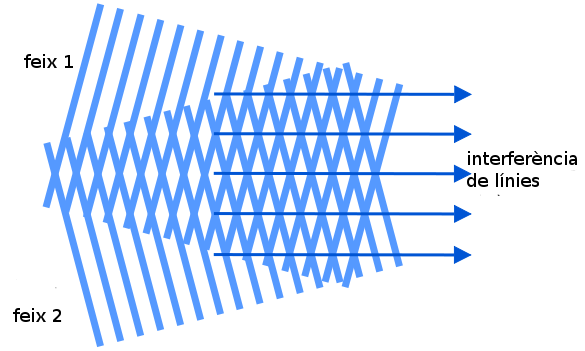
Per interferència làser.

El mètode per interferència làser treballa amb dues fonts de llum i una càmera. Els feixos projecten dos patrons de ratlles sobre l'escena o l'objecte. La seva interferència dona lloc a patrons regulars i equidistants entre si. Variant la grandària del patró podem obtenir una adquisició molt més acurada (generant un patró molt més petit, quan hi ha molts detalls a tenir en compte) modificant la inclinació i l'angle entre les fonts de llum. Alguns inconvenients de l'ús d'aquest mètode són l'alt cost d'implementació que tenen i la possibilitat d'interferència del feix amb les parts reflectides d'altres zones de l'objecte pel fet de no poder modular les ratlles individualment (d'aquest defecte es parla més endavant amb la utilització del codi Gray o codis de colors).

Per projecció.

El mètode per projecció utilitza llum incoherent i funciona bàsicament com un projector de vídeo. Els patrons són generats pel display que incorpora el projector, normalment LCD (pantalla de cristall líquid) o, menys sovint, LcoS (cristall líquid sobre silici). Una tècnica propietària és la projecció emprant displays DLP (processament digital de la llum). Per la seva naturalesa digital, els displays DLP no absorbeixen la llum de manera significativa, per tant; permeten treballar amb intensitats de llum altes. Una altra característica és la seva linealitat en la reproducció/sortida de grisos, a causa de la modulació que empra (modulació per amplària d'impuls). Com a inconvenient cal anomenar les discontinuïtats que apareixen en les ratlles projectades, a causa de les limitacions de píxel de les tecnologies emprades.
Aquests mètodes però, generen senyals invasius que poden ésser quantificats en alguns casos: pèrdua o alteració d'informació colorimètrica o de textura de les superfícies il·luminades, la inconsistència del flux òptic o fins i tot, l'agressió que poden causar les fonts làser. És per això que s'ha estat treballant en mètodes de projecció de llum en l'espectre no visible cadascun d'aquests basats en diferents tipus de llum: llum estructurada infraroja (IRSL), invisible (ISL) i filtrada (FSL). El primer, actualment, és el més estès (no interfereix amb la il·luminació de l'escena i no altera el color d'aquesta) i el que utilitza el sistema Kinect de Microsoft.

### Calibratge
Les distorsions geomètriques de l'òptica i de la perspectiva han de ser compensades mitjançant el calibratge de l'equip de mesura a través de l'ús de tècniques de calibratge. Amb el calibratge de la càmera s'aconsegueix estimar els paràmetres intrínsecs (longitud focal, punt d'enfocament, factors d'escala, etc.) i extrínsecs (definits per la matriu de rotació, el vector de translació entre l'entorn real i el sistema de coordenades de la càmera, etc.) d'aquesta els quals són necessaris per fer la reconstrucció 3D de l'entorn i situar la càmera correctament. Un model matemàtic s'empra per descriure les propietats del projector i la càmera. Basats en les propietats geomètriques d'una càmera estenopeica (càmera opaca sense lents amb un únic forat des d'on entra la llum), el model també ha de tenir en compte les distorsions geomètriques i l'aberració òptica del projector i les lents. Els paràmetres de la càmera així com la seva orientació espacial poden ésser determinats per una sèrie de mesures de calibratge, utilitzant ajustos per fotogrametria.

### Anàlisis del patró de ratlles
Existeixen diverses estratègies per reconstruir la imatge a partir de la reflexió de l'objecte captat. Un bon inici és afegir marques de profunditat en els patrons de ratlles adquirits. Hem de tenir en compte però, que el desplaçament de qualsevol ratlla pot ser directament convertida en una coordenada 3D. Per a aquest propòsit, la identificació del patró ha de fer-se individualment, per exemple, emprant el seguiment o mesura de les ratlles (mètode per reconeixement de patrons). Un altre mètode es basa a projectar la meitat del patró en color blanc i l'altra meitat en negre, resultant una seqüència binària en codi de Gray (també és comú l'ús de colors) i assignar un valor a cada mostra codificada. D'aquesta manera s'aconsegueix depurar la informació de profunditat relativa del píxel respecte als seus veïns. Un cop adquirida la profunditat de tots els píxels es reconstrueix tridimensional l'objecte.
A més de les tècniques de reconeixement i codificació de patrons també es fan servir tècniques per mesurar les variacions de l'amplada de les ratlles que es generen en la superfície de l'objecte. La freqüència i fase de les ratlles tenen marques de profunditat similar que poden ser analitzades per la transformada de Fourier.
En moltes implementacions pràctiques, l'ànalisis combina tècniques de reconeixement de patrons, codis de Gray i transformada de fourier per una completa i precisa reconstrucció de l'objecte.

### Precisió
La resolució òptica del sistema està limitada, bàsicament, per l'amplada i la qualitat òptica de les ratlles. Òbviament, també està limitada per la longitud d'ona de la llum emprada. A causa de les limitacions tècniques de la càmera i la pantalla (profunditat de camp, resolució) intentar reduir el gruix de les ratlles resulta ineficaç. És per això que el mètode per canvi de fase (phase shift method en anglès) s'ha establert com una de les tècniques més precises i acurades, ja que treballa amb patrons sinusoidals (normalment 3 patrons de ratlles sinusoidals en escala de grisos desfasades entre si 120°). Pel mètode per canvi de fase, un detall de superfície d'1/10 la grandària del patró de ratlles es pot resoldre.
Actualment, gràcies a l'estudi en perfilometria òptica (tècniques per mesurar relleus i rugositats en superfícies) es poden obtenir detalls per sota la longitud d'ona amb patrons de ratlles més grans. Pel que fa al nivell d'exactitud, amb la interpolació dels píxels veïns es poden obtenir detalls de fins a 1/50 píxels.

### Escombrat
Donat que les tècniques abans mencionades poden mesurar les formes des d'una única perspectiva alhora, per obtenir l'exploració tridimensional completa s'han de combinar les diferents mesures adquirides en diferents angles. Això s'aconsegueix unint els punts marcats en l'objecte (registre) i la combinació de les perspectives (alineació) fent coincidir els marcadors.
Aquest procés es pot automatitzar col·locant l'objecte sobre una taula giratòria motoritzada o un dispositiu de control numèric per ordinador (CNC).
Les dades obtingudes de l'objecte en 3D es poden exportar a programes de disseny assistit per ordinador per treballar amb elles.

## Limitacions
Com en tots els mètodes òptics, les superfícies reflectores o transparents plantegen dificultats a l'hora d'adquirir-les. Les reflexions fan que la llum es reflecteixi ben lluny de la càmera o de la seva òptica. En ambos casos, el marge dinàmic de la càmera se supera. Amb superfícies transparents o semitransparents poden causar majors complicacions. En aquests casos el recobriment de la superfície amb laca opaca (per propòsits de mesurament) és una pràctica habitual. Altres tècniques òptiques s'han proposat per la manipulació i mesura d'objectes transparents i especulars.
Reflexions dobles o inter-reflexions poder causar que el patró de ratlles se superposi amb llum no desitjada, eliminant així la possibilitat d'una detecció adequada. Les cavitats reflectants i els objectes còncaus acostumen a ésser difícils de manejar. També són difícils els materials translúcids, com ara la pell, el marbre, cera, etc. A causa del fenomen de la dispersió de subsuperfície. Recentment hi ha hagut un esforç per part de la comunitat de visió per computador per detectar aquest tipus d'escenes (òpticament complexes) redissenyant els patrons d'il·luminació.
L'ús del projector pot provocar que algunes zones de la imatge estiguin molt més il·luminades del que caldria, saturant el sensor de la càmera i obtenint així imatges sobreexposades. Aquest fet produiria valors d'intensitat de cada píxel erronis, falsejant així el color.
Un altre problema és el degut a la deformació de la lent: qualsevol deformació en l'òptica donarà com a resultat línies que no estiguin correctament alineades, deformant el núvol de punts 3D.

## Velocitat
Encara que alguns patrons han de ser capturats un per un per obtenir un mapa complet de la imatge, cada cop és més comú la implementació de tècniques d'alta velocitat per segons quines aplicacions:
- Inspecció in situ dels components durant el procés de producció/manufactura.
- Aplicacions de benestar i salut, com la mesura en viu de les formes del cos humà o les microestructures de la pell.
- Generació de mapes i detecció d'objectes per aplicacions militars, sistemes d'aviació o automòbils.

També s'han proposat models de captura d'imatges en moviment, per adquirir un mapa de l'espai de l'escena per a la televisió 3D.

## Aplicacions
- La càmera Kinect de Microsoft fou la primera aplicació comercial de consum. Utilitza un patró de llum estructurada infraroja per generar el núvol de punts 3D de la imatge.
- Roba feta a la mida.
- Mesura de la precisió de la forma pel control de producció (ex. pales d'una turbina).
- Enginyeria inversa (obtenció de dades CAD precises d'objectes existents).
- Mesures de volum (ex. Volum d'una cambra de combustió en els motors).
- Documentació dels objectes de patrimoni cultural.
- Mesures de la forma del cos.
- Inspeccions de la ciència forense.
- Estructura, relleu i rugositat del paviment de les carreteres.
- Mesura de la topografia de les cèl·lules solars.